# Puntius hemictenus
Puntius hemictenus är en fiskart som först beskrevs av Jordan och Richardson, 1908.  Puntius hemictenus ingår i släktet Puntius och familjen karpfiskar. IUCN kategoriserar arten globalt som sårbar. Inga underarter finns listade i Catalogue of Life.